# 福建省語言文字工作委員會
福建省语言文字工作委员会，簡稱福建省語委，主管福建省的語言文字工作。2020年，語委辦主任苏贻堆。